# Odlanier Solís
Odlanier Solís Fonté (ur. 5 kwietnia 1980 w Hawanie) – kubański bokser, trzykrotny mistrz świata, mistrz olimpijski z Aten (2004). Od 2007 roku walczy zawodowo.

## Kariera amatorska
Oprócz mistrzostwa olimpijskiego w wadze ciężkiej, ma na swoim koncie m.in. trzy tytuły mistrza świata, wywalczone w 2001, 2003 i 2005 roku (ten ostatni w wadze superciężkiej). Z Félixem Savónem z trzech walk wygrał dwie, jednak to Savón pojechał na IO 2000.
W grudniu 2006 razem z Yanem Barthelemím oraz Yuriorkisem Gamboą uciekł podczas zgrupowania kadry narodowej w Wenezueli i wyjechał do Stanów Zjednoczonych. Wkrótce potem podpisał zawodowy kontrakt.

## Kariera zawodowa
19 marca 2011 roku w Kolonii stanął do walki o mistrzostwo świata organizacji WBC z Witalijem Kliczką. Przegrał przez techniczny nokaut w pierwszej rundzie z powodu kontuzji kolana. Kilka dni po operacji, zapowiedział powrót na ring jesienią 2011 roku.
27 lutego 2015 w tureckiej Antalyi przegrał przez techniczny nokaut w rewanżowym pojedynku z Amerykaninem Tonym Thompsonem (40–5, 27 KO). Solis po gongu rozpoczynającym dziewiątą rundę pozostał w narożniku. Stawką był pas WBC Continental Americas wagi ciężkiej,